# Melanodryas vittata
Melanodryas vittata е вид птица от семейство Petroicidae.

## Разпространение
Видът е разпространен в Австралия.